# Порденоне (футбольний клуб)
«Порденоне» (італ. Pordenone Calcio) — італійський футбольний клуб з міста Порденоне, в області Фріулі-Венеція-Джулія. Домашні матчі команда проводить на стадіоні Оттавіо Боттеккья, що вміщає 3 089 глядачів. З 2014 року клуб виступав в італійській Серії C, а 2019 року вперше в історії вийшов до Серії Б, через що тимчасово перебрався на «Стадіо Фріулі», яка відповідає вимогам дивізіону.

## Історія
Клуб був заснований в 1920 році як Футбольний клуб Порденоне (італ. Football Club Pordenone і тривалий час виступав у нижчих лігах Італії.
За підсумками сезону 2007/08 клуб виграв групу регіону Фріулі-Венеція-Джулія ліги Еччеленца (п'ятий рівень в системі футбольних ліг Італії) і вийшов в Серію D. Через шість років, у 2014 році, «Порденоне» пробився і в новостворену Легу Про (з 2018 року — Серія C), посівши перше місце в групі З Серії D. У дебютному сезоні в третій за значимістю лізі Італії команда змушена була грати в матчах на виліт, де в матчах за збереження місця в лізі їй протистояла «Монца». «Порденоне» програв їй обидва матчі із загальним рахунком 3:8. Однак перед стартом сезону 2015/16 команді було надано право продовжити виступати у лізі через ряд банкрутств і понижень у класі інших клубів ліги.
У 2016 році «Порденоне» здобув право грати у плей-оф за вихід в Серію B, зайнявши друге місце в групі А, але в півфіналі програв «Пізі» (0:3 у гостях 0:0 вдома). Через рік «Порденоне» знову в півфіналі того ж турніру і поступився «Пармі» в серії пенальті.
12 грудня 2017 року «Порденоне» грав проти міланського «Інтернаціонале» в рамках Кубка Італії на «Сан-Сіро». Команда Серії С змогла вистояти протягом 120 хвилин, але все ж поступилася іменитому супернику в серії пенальті 4:5. Тоді прославився і клубний твіттер, чиї повідомлення в той день розійшлися на меми. Сезон ж у Серії С «Порденоне» завершив на дев'ятому місці і програв у першому раунді плей-оф за вихід в Серію B «ФеральпіСало» з рахунком 1:3.
У 2019 році «Порденоне» вперше у своїй історії вийшов в Серію Б.

## Відомі гравці
- Омеро Тоньйон
- Мануель Паскуаль
- Мікеле Кампорезе
- Гаетано Монакелло
- Джандоменіко Бальдіссері
- Саша Б'єланович